# Гонзалес (окръг, Тексас)
Окръг Гонзалес (на английски: Gonzales County) е окръг в щата Тексас, Съединени американски щати. Площта му е 2771 km², а населението - 19 807 души (2010). Административен център е град Гонзалес.